# 伊凡·瓦西里耶维奇·斯科平-叔伊斯基
伊凡·瓦西里耶维奇·斯科平-叔伊斯基（俄语：Шуйский, Иван Васильевич Скопа，?—?），伊凡三世和瓦西里三世时代的军事人物。他是瓦西里·瓦西里耶维奇·叔伊斯基的儿子。他曾率领軍隊與喀山汗國以及立陶宛大公国作戰。1519年，他受封波雅尔。